# Wappen Réunions

Wappen Réunions

Das Wappen Réunions ist das Wappen des französischen Übersee-Départements Réunion. Es zeigt einen gevierten Schild.
- Feld eins ist durch einen Dornenschnitt in Grün und Silber mit Wellen geteilt. Oben drei weiße Berge, der hintere mit aufsteigendem Ascheregen und über dem höheren mittleren drei Majuskeln „M“ in silber. Die drei „M“ stehen für die römische Zahl Dreitausend, der Meereshöhe des höchsten Berges der Insel.
- Feld zwei oben in Blau und Rot gespalten und unten durch einen Dornenschnitt in Silber mit Wellen geteilt. Am Schnitt liegt eine silberne Kogge mit drei Masten und silbernen geblähten Segeln. Die silbernen Wimpel auf den Masten und die silberne Heckflagge wehen nach rechts.
- Feld drei zeigt in Blau drei (2;1) goldene Lilien
- in Feld vier in Rot befinden sich drei Reihen goldene Bienen bis über den Schildrand.

Auf allen liegt ein Herzschild mit den französischen Farben und zeigt im silbernen Pfahl in Gold die verschlungenen Majuskeln „R“ und „F“ für République française (französische Republik).
Das von Laure Fernando entworfene Wappen wurde 1925 vom Gouverneur Merwart anlässlich der Kolonialausstellung 1925 in Paris eingeführt.